# 時逸人
時逸人（1896年—1966年），江蘇無錫人，著名中醫師。

## 生平
時逸人1912年受業于名醫汪允恭門下。1916年開始行醫。

## 著作
著有《时氏生理学》、《时氏病理学》、《时氏诊断学》、《时氏处方学》、《中国药物学》、《中国内科病学》、《中国妇科病学》、《中国儿科病学》、《中国传染病学》、《温病全书》、《中医伤寒与温病》、《时氏内经学》等。